# Mook War Cemetery

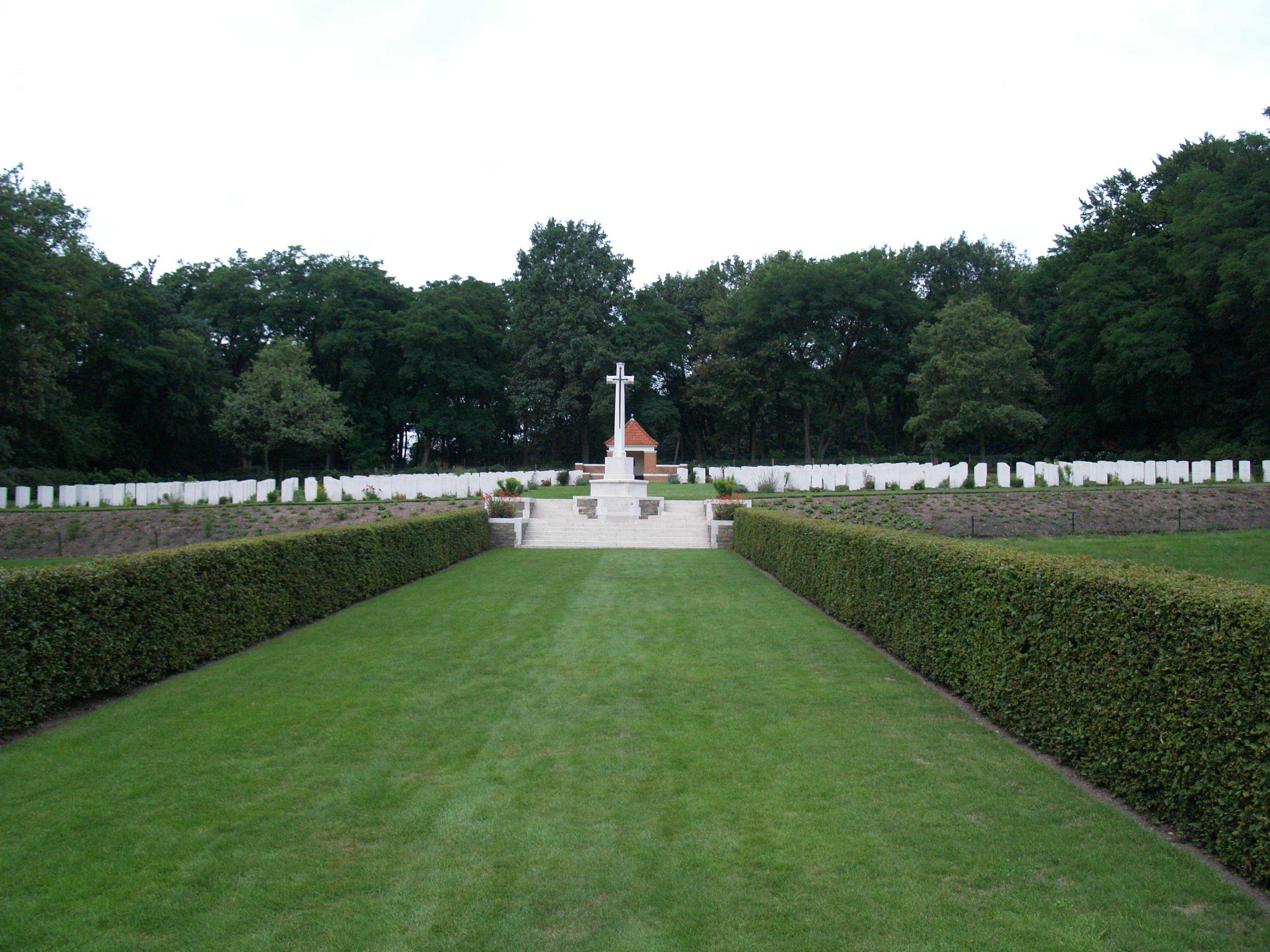
Cross of Sacrifice bij de ingang

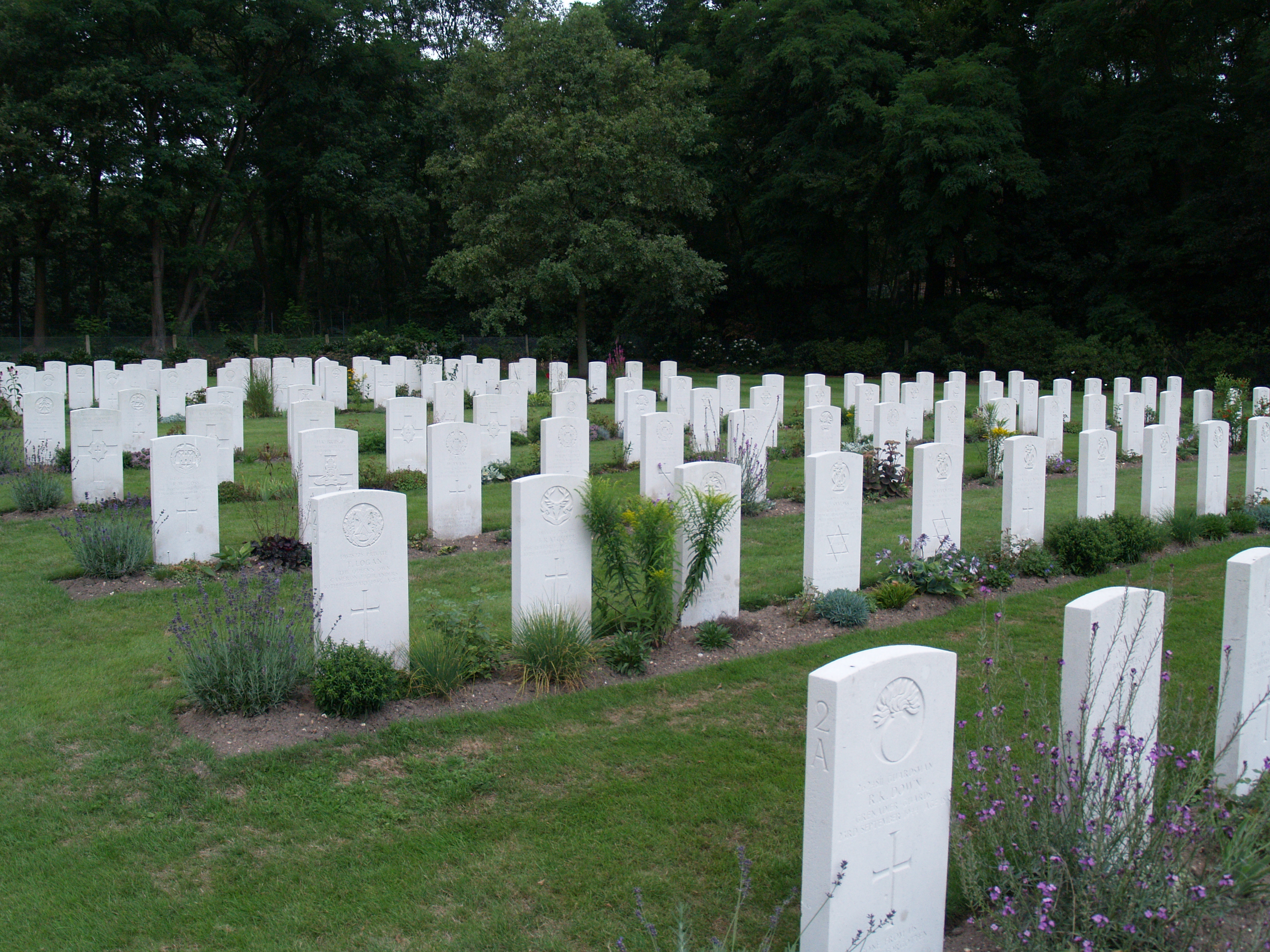
Overzicht van de graven op het Mook War Cemetery

Mook War Cemetery is de laatste rustplaats voor 322 gesneuvelde militairen uit de Tweede Wereldoorlog, gelegen in de Nederlandse gemeente Mook en Middelaar. De erebegraafplaats wordt onderhouden door de Commonwealth War Graves Commission.

## Indeling
De inrichting van Britse erevelden is uniform in alle 140 landen waar de Commonwealth War Graves Commission verantwoordelijk is voor het onderhoud van de oorlogsgraven. Het eerste wat opvalt na het betreden van het ereveld is het Cross of Sacrifice, gemaakt van Portland-natuursteen. Hierop is een metalen zwaard bevestigd.
De 322 gesneuvelde komen uit vijf verschillende landen, te weten:
- Verenigd Koninkrijk (297)
- Polen (11)
- Canada (10)
- Australië (3)
- Nieuw-Zeeland (1)